# Dubia
Dubia (лат. «сомнительное») — произведения, предположительно приписываемые тому или иному автору. 
В собраниях сочинений обычно имеется раздел «Dubia» или «Произведения, приписываемые такому-то», куда включаются тексты, для атрибуции которых есть некоторые основания, но нет полной уверенности (автографа, авторитетных свидетельств). Если произведение ранее неоднократно приписывалось данному автору, но, как ныне точно установлено, ему не принадлежит — либо вероятность его авторства очень мала — то такой текст в собрание сочинений обычно не включается вовсе (подобные сочинения могут быть перечислены, для предостережения читателю, в специальном списке).
Примеры dubia, приписывающихся А. С. Пушкину: стихотворения «Вишня», «Графине Орловой-Чесменской», «На Аракчеева», некоторые статьи из «Литературной газеты».
Название «Dubia» (в русле постмодернистской литературной игры с филологическими терминами) носит сборник стихотворений Максима Амелина.
Видовое определение «dubia» («сомнительный») широко используется в биологической номенклатуре.